# Christian Danner
Christian Danner, nemški dirkač Formule 1, * 4. april 1958, München, Nemčija.
Christian Danner je upokojeni nemški dirkač Formule 1. Debitiral je v sezoni 1985, ko je dobil priložnost na dveh dirkah, toda na obeh je odstopil. V sezoni 1986 je po seriji odstopov na dvanajsti dirki sezone za Veliko nagrado Avstrije osvojil prvo prvenstveno točko za šesto mesto. Po sezoni 1987 brez točk in letu premora je na Veliki nagradi ZDA v sezoni 1989 dosegel četrto mesto, najboljšo uvrstitev kariere. Tri dirke pred koncem sezone se je upokojil. Sedaj na nemški televiziji RTL komentira dirke Formule 1.

## Popolni rezultati Formule 1
(legenda) (odebeljene dirke pomenijo najboljši štartni položaj, poševne pa najhitrejši krog, †-uvrščen kljub odstopu)
| Leto | Moštvo               | Šasija       | Motor                    | 1       | 2       | 3       | 4       | 5       | 6       | 7        | 8       | 9       | 10      | 11      | 12      | 13      | 14      | 15      | 16      | Prv | Toč |
| ---- | -------------------- | ------------ | ------------------------ | ------- | ------- | ------- | ------- | ------- | ------- | -------- | ------- | ------- | ------- | ------- | ------- | ------- | ------- | ------- | ------- | --- | --- |
| 1985 | West Zakspeed Racing | Zakspeed 841 | Zakspeed 1500/4 1.5 L4t  | BRA     | POR     | SMR     | MON     | KAN     | VZDA    | FRA      | VB      | NEM     | AVT     | NIZ     | ITA     | BEL Ret | EU Ret  | JAR     | AVS     | -   | 0   |
| 1986 | Osella Squadra Corse | Osella FA1G  | Alfa Romeo 890T 1.5 V8t  | BRA Ret | ŠPA Ret | SMR Ret | MON DNQ |         | KAN Ret |          |         |         |         |         |         |         |         |         |         | 18. | 1   |
| 1986 | Osella Squadra Corse | Osella FA1H  | Alfa Romeo 890T 1.5 V8t  |         |         |         |         | BEL Ret |         |          |         |         |         |         |         |         |         |         |         | 18. | 1   |
| 1986 | Barclay Arrows BMW   | Arrows A8    | BMW M12/13 1.5 L4t       |         |         |         |         |         |         | VZDA Ret | FRA 11  | VB Ret  | NEM Ret |         | AVT 6   | ITA 8   | POR 11  | MEH 9   | AVS Ret | 18. | 1   |
| 1986 | Barclay Arrows BMW   | Arrows A9    | BMW M12/13 1.5 L4t       |         |         |         |         |         |         |          |         |         |         | NEM Ret |         |         |         |         |         | 18. | 1   |
| 1987 | West Zakspeed Racing | Zakspeed 861 | Zakspeed 1500/4 1.5 L4t  | BRA 9   | SMR 7   |         |         |         |         |          |         |         |         |         |         |         |         |         |         | -   | 0   |
| 1987 | West Zakspeed Racing | Zakspeed 871 | Zakspeed 1500/4 1.5 L4t  |         |         | BEL Ret | MON EX  | VZDA 8  | FRA Ret | VB Ret   | NEM Ret | MAD Ret | AVT 9   | ITA 9   | POR Ret | ŠPA Ret | MEH Ret | JAP Ret | AVS 7   | -   | 0   |
| 1989 | Rial Racing          | Rial ARC2    | Ford Cosworth DFR 3.5 V8 | BRA 14  | SMR DNQ | MON DNQ | MEH 12  | ZDA 4   | KAN 8   | FRA DNQ  | VB DNQ  | NEM DNQ | MAD DNQ | BEL DNQ | ITA DNQ | POR DNQ | ŠPA     | JAP     | AVS     | 21. | 3   |